# Flamínio Fávero
Flamínio Fávero (São Paulo, 26 de outubro de 1895- São Paulo, 12 de fevereiro de 1982) foi um médico brasileiro.
Fez seus estudos primários em Indaiatuba e os estudos secundários em Itu, cidades do Estado de São Paulo. Formado pela primeira turma (1913-1919) da recém-criada Faculdade de Medicina e Cirurgia de São Paulo, a qual posteriormente viria a constituir uma das unidades fundadoras da Universidade de São Paulo, foi discípulo do Prof. Oscar Freire de Carvalho, catedrático de Medicina Legal. Logo após sua formatura, tornou-se assistente da cátedra, a convite do Prof. Oscar Freire. Com o falecimento precoce do mestre da medicina legal, foi concursado para a cátedra em 1923, desenvolvendo, até sua aposentadoria, profícua atividade acadêmica em medicina legal, ética médica e medicina do trabalho. Foi diretor da Faculdade de Medicina da Universidade de São Paulo e professor de Medicina Legal da Faculdade de Direito da Universidade Presbiteriana Mackenzie, em São Paulo, até o ano de 1975.
Orientou, durante sua vida acadêmica, mais de 160 teses de doutoramento. Foi casado com a médica colega de turma Délia Ferraz Fávero, filha do pastor Bento Ferraz .
Pela intensa dedicação ao estudo da ética medica, foi um dos idealizadores do Conselho de Medicina, tendo sido seu primeiro diretor, na gestão de 1955 até 1958, e reeleito para a gestão seguinte (1959-1964). Sua inscrição no Conselho Regional de Medicina de São Paulo é a de número 001.
Justifica a criação do CRM em artigo publicado no jornal Folha da Manhã, em dezembro de 1955:
“Já somos uma força, bem organizada pela
Associação Paulista de Medicina e pela Associação Médica Brasileira”, escreveu.
“Manifestemos praticamente essa força na direção de nossos interesses morais, entregando-os a uma entidade por nós escolhida e que cuidará deles. Com isso, sairemos das dificuldades éticas em que vivemos e entraremos na eficiência prática. A realidade é essa, todos havemos de convir. Foi imposta pela lei. Enfrentemos, pois, a realidade e demos o passo decisivo para tomarmos a direção que nos deve ser privativa na defesa ético-legal de nós mesmos.”
Foi pastor presbiteriano, tendo escrito diversas crônicas ligadas aos assuntos religiosos.
Sepultado no Cemitério dos Protestantes, em São Paulo.
Homenageado com a "Rua Professor Flamínio Fávero", na capital de São Paulo e com a Escola Estadual Professor Flamínio Fávero, situada na Zona Norte da cidade de São Paulo.